# Danh sách linh vật Đại hội Thể thao châu Á
Linh vật của Đại hội Thể thao châu Á (ASIAD) là những nhân vật hư cấu, thường là các loài động vật bản địa hoặc hình tượng con người, đại diện cho di sản văn hóa của địa phương đăng cai tổ chức sự kiện. Những linh vật này không chỉ mang ý nghĩa biểu tượng mà còn đóng vai trò quan trọng trong việc quảng bá hình ảnh của Đại hội đến với công chúng, đặc biệt là giới trẻ. Nhờ thiết kế dễ thương, thân thiện và gần gũi, các linh vật góp phần tạo nên sự gắn kết cảm xúc, giúp mọi người – cả trong và ngoài nước – dễ tiếp cận và yêu mến sự kiện thể thao lớn nhất châu lục này.
Kể từ kỳ ASIAD năm 1982 tổ chức tại New Delhi, Ấn Độ, mỗi kỳ Đại hội đều có riêng một linh vật mang đậm dấu ấn văn hóa và tinh thần của nước chủ nhà. Linh vật đầu tiên là Appu – một chú voi con dễ thương – đã trở thành biểu tượng đáng nhớ không chỉ của ASIAD 1982 mà còn là cột mốc mở đầu cho truyền thống tạo linh vật cho các kỳ Đại hội sau này. Appu không chỉ thể hiện hình ảnh loài vật linh thiêng và gần gũi với người Ấn Độ, mà còn truyền tải thông điệp về sức mạnh, trí tuệ và lòng hiếu khách – những giá trị gắn liền với tinh thần thể thao cao thượng.
Kể từ đó, linh vật trở thành một phần không thể thiếu của ASIAD, góp phần xây dựng bản sắc riêng cho mỗi kỳ Đại hội và thúc đẩy giao lưu văn hóa giữa các quốc gia châu Á.

## Linh vật Đại hội Thể thao châu Á
| Đại hội                               | Thành phố            | Tên                                      | Mô tả                                                | Ý nghĩa | Nguồn         |
| ------------------------------------- | -------------------- | ---------------------------------------- | ---------------------------------------------------- | --- | ------------- |
| Đại hội Thể thao châu Á 1982          | New Delhi            | Appu                                     | Voi Ấn Đột                                           | Đại diện cho sự trung thành, trí tuệ và sức mạnh. | [ 1 ] [ 2 ]   |
| Đại hội Thể thao châu Á 1986          | Seoul                | Hodori                                   | Hổ Siberia                                           | Thường xuất hiện trong các truyền thuyết Hàn Quốc. Cũng được sử dụng trong Thế vận hội Mùa hè 1988. | [ 3 ]         |
| Đại hội Thể thao Mùa đông châu Á 1986 | Sapporo              | Không biết tên                           | Sóc                                                  | | [ 4 ]         |
| Đại hội Thể thao châu Á 1990          | Bắc Kinh             | Pan Pan                                  | Gấu trúc                                             | | [ 5 ]         |
| Đại hội Thể thao Mùa đông châu Á 1990 | Sapporo              | Không biết tên                           | Sóc                                                  | Cùng linh vật với kỳ đại hội năm 1986 | [ 6 ]         |
| Đại hội Thể thao châu Á 1994          | Hiroshima            | Poppo và Cuccu                           | 2 bồ cầu trắng                                       | Chúng tượng trưng cho hòa bình và sự hòa hợp. | [ 7 ]         |
| Đại hội Thể thao Mùa đông châu Á 1996 | Cáp Nhĩ Tân          | Dou Dou                                  | Nhân vật lấy cảm hứng từ cây đậu hà lan.             | | [ 8 ]         |
| Đại hội Thể thao châu Á 1998          | Bangkok              | Chai-yo                                  | Voi Thái                                             | Voi được ngưỡng mộ ở Thái Lan bởi vóc dáng to lớn, sự kiên cường và sức mạnh. Tên của linh vật là "Chai-yo", có nghĩa là "hoan hô" trong tiếng Thái và đại diện cho sự đoàn kết và gắn bó. | [ 9 ]         |
| Đại hội Thể thao Mùa đông châu Á 1999 | Kangwon              | Gomdori                                  | Gấu con đen có vệt trắng hình bán nguyệt (trên ngực) | Một loài vật biểu tượng của tỉnh Kangwon | [ 10 ]        |
| Đại hội Thể thao châu Á 2002          | Busan                | Duria                                    | Mòng biển                                            | Hải âu đôi khi được gọi là loài chim biểu tượng của thành phố Busan. Tên của linh vật, "Duria", là sự kết hợp giữa hai từ “Durative” (lâu dài) và “Asia” (châu Á). Ngoài ra, trong tiếng Hàn, "Duria" còn có thể mang nghĩa là "Bạn và tôi cùng nhau", thể hiện lý tưởng của Đại hội Thể thao: thúc đẩy sự đoàn kết và hợp tác giữa các quốc gia châu Á. | [ 11 ]        |
| Đại hội Thể thao Mùa đông châu Á 2003 | Aomori               | Winta                                    | Chim gõ kiến đen                                     | Linh vật biểu tượng cho thiên nhiên của tỉnh Aomori. | [ 12 ]        |
| Đại hội Thể thao châu Á 2006          | Doha                 | Orry                                     | Linh dương sừng thẳng Ả Rập                          | Linh dương Oryx là loài linh dương bản địa của Trung Đông và là quốc thú của Qatar. Orry được Ban Tổ chức Đại hội lựa chọn làm linh vật nhằm đại diện cho năng lượng, sự quyết tâm, tinh thần thể thao, cam kết, nhiệt huyết, sự tham gia, tôn trọng, hòa bình và niềm vui. | [ 13 ]        |
| Đại hội Thể thao Mùa đông châu Á 2007 | Trường Xuân          | Lulu                                     | Hươu sao                                             | Hươu sao là loài hươu bản địa của Đông Á. Trong văn hóa Trung Quốc, loài hươu này được xem là biểu tượng của may mắn và tài lộc. | [ 14 ]        |
| Đại hội Thể thao châu Á 2010          | Quảng Châu           | A Xiang, A He, A Ru, A Yi và Le Yangyang | 5 con cừu                                            | Chữ Hán "dương" (yang – con dê) cũng là biểu tượng cát tường, bởi khi đọc cùng nhau, tên tiếng Trung của năm con dê truyền tải một thông điệp mang ý nghĩa "hài hòa, phúc lành, thành công và hạnh phúc" (祥和如意樂洋洋). Quảng Châu còn được gọi là "Dương Thành" (羊城) hay "Thành phố Ngũ Dương" (五羊城 – Thành phố Năm Con Dê). | [ 15 ]        |
| Đại hội Thể thao Mùa đông châu Á 2011 | Astana và Almaty     | Irby                                     | Báo tuyết                                            | | [ 16 ]        |
| Đại hội Thể thao châu Á 2014          | Incheon              | Barame, Chumuro, và Vichuon              | 3 con hải cẩu đốm                                    | Tên của các linh vật mang ý nghĩa là gió, vũ điệu và ánh sáng trong tiếng Hàn. Theo ban tổ chức, các linh vật này được chọn làm biểu tượng cho tương lai hòa bình giữa Hàn Quốc và Triều Tiên. | [ 17 ]        |
| Đại hội Thể thao Mùa đông châu Á 2017 | Sapporo              | Ezomon                                   | Sóc bay                                              | Linh vật được mô phỏng theo một loài sóc bay chỉ được tìm thấy ở vùng Hokkaido của Nhật Bản. | [ 18 ]        |
| Đại hội Thể thao châu Á 2018          | Jakarta và Palembang | Bhin Bhin                                | Chim thiên đường                                     | Các linh vật phản ánh sự đa dạng của Indonesia với ba loài động vật, mỗi loài đến từ một vùng khác nhau của đất nước: Bhin Bhin mặc áo ghi-lê có họa tiết truyền thống Asmat từ vùng Đông Indonesia (Papua), tượng trưng cho chiến lược. Atung mặc sarong batik tumpal từ vùng Trung Indonesia, tượng trưng cho tốc độ và tinh thần "Không bao giờ bỏ cuộc". Kaka (ban đầu tên là Ika) mặc khăn choàng Songket có họa tiết hoa từ Palembang, đại diện cho vùng Tây Indonesia, tượng trưng cho sức mạnh.                                                         | [ 19 ]        |
| Đại hội Thể thao châu Á 2018          | Jakarta và Palembang | Atung                                    | Hươu đảo Bawean                                      | Các linh vật phản ánh sự đa dạng của Indonesia với ba loài động vật, mỗi loài đến từ một vùng khác nhau của đất nước: Bhin Bhin mặc áo ghi-lê có họa tiết truyền thống Asmat từ vùng Đông Indonesia (Papua), tượng trưng cho chiến lược. Atung mặc sarong batik tumpal từ vùng Trung Indonesia, tượng trưng cho tốc độ và tinh thần "Không bao giờ bỏ cuộc". Kaka (ban đầu tên là Ika) mặc khăn choàng Songket có họa tiết hoa từ Palembang, đại diện cho vùng Tây Indonesia, tượng trưng cho sức mạnh.                                                         | [ 19 ]        |
| Đại hội Thể thao châu Á 2018          | Jakarta và Palembang | Kaka                                     | Tê giác Java                                         | Các linh vật phản ánh sự đa dạng của Indonesia với ba loài động vật, mỗi loài đến từ một vùng khác nhau của đất nước: Bhin Bhin mặc áo ghi-lê có họa tiết truyền thống Asmat từ vùng Đông Indonesia (Papua), tượng trưng cho chiến lược. Atung mặc sarong batik tumpal từ vùng Trung Indonesia, tượng trưng cho tốc độ và tinh thần "Không bao giờ bỏ cuộc". Kaka (ban đầu tên là Ika) mặc khăn choàng Songket có họa tiết hoa từ Palembang, đại diện cho vùng Tây Indonesia, tượng trưng cho sức mạnh.                                                         | [ 19 ]        |
| Đại hội Thể thao châu Á 2022          | Hàng Châu            | Congcong, Lianlian, và Chenchen          | Ba nhân vật robot mang phong cách tương lai.         | Mỗi linh vật phản ánh một Di sản Thế giới của Hàng Châu. Congcong đại diện cho ngọc cong từ Di chỉ khảo cổ thành phố Lương Chử. Chenchen đại diện cho cầu Cống Thần trên Đại Vận Hà. Lianlian đại diện cho hoa sen từ Tây Hồ. Nhóm linh vật được đặt tên là “Giang Nam Nhớ”, bắt nguồn từ tiêu đề của một bài từ nổi tiếng ca ngợi phong cảnh thành phố, do Bạch Cư Dị – khi ấy là thái thú Hàng Châu – sáng tác. | [ 20 ]        |
| Đại hội Thể thao Mùa đông châu Á 2025 | Cáp Nhĩ Tân          | Binbin và Nini                           | Một cặp hổ Siberia                                   | Trong văn hóa truyền thống Trung Hoa, hổ – với tư cách là biểu tượng cát tường – được gán cho nhiều phẩm chất tích cực, trong đó sự chính trực, mạnh mẽ và dũng cảm rất phù hợp với tinh thần của Thế vận hội. | [ 21 ] [ 22 ] |
| Đại hội Thể thao châu Á 2026          | Nagoya               | ホノホン(Honohon)                        | Flame/Shachihoko                                     | Tên “Honohon” bắt nguồn từ “Honoho”, được cho là gốc của từ “ngọn lửa”. Cái tên này xuất phát từ hình ảnh ngọn lửa đứng thẳng và tỏa sáng rực rỡ, giống như một bông lúa. Linh vật được lấy cảm hứng từ Shachihoko, một biểu tượng của vùng Aichi-Nagoya. Linh vật ra đời từ niềm đam mê và ngọn lửa trong tim của các vận động viên sẽ hội tụ tại Aichi-Nagoya từ khắp châu Á. Nó yêu thể thao và sứ mệnh của nó là quảng bá cuồng nhiệt cho Á vận hội, đồng thời kết nối con người vượt qua ranh giới sắc tộc và văn hóa bằng thể thao và khát vọng hòa bình. | [ 23 ]        |

## Đại hội Thể thao Bãi biển châu Á
| Đại hội                               | Thành phố | Tên                            | Mô tả                                                   | Ý nghĩa | Nguồn  |
| ------------------------------------- | --------- | ------------------------------ | ------------------------------------------------------- | --- | ------ |
| Đại hội Thể thao Bãi biển châu Á 2008 | Bali      | Jalak bali                     | Sáo Bali                                                | Đây là một loài chim đặc hữu của đảo Bali. | [ 24 ] |
| Đại hội Thể thao Bãi biển châu Á 2010 | Muscat    | Al Jebel                       | Dê hoang dã                                             | | [ 25 ] |
| Đại hội Thể thao Bãi biển châu Á 2010 | Muscat    | Al Reeh                        | Ô tác Houbara                                           | | [ 25 ] |
| Đại hội Thể thao Bãi biển châu Á 2010 | Muscat    | Al Med                         | Đồi mồi dứa                                             | | [ 25 ] |
| Đại hội Thể thao Bãi biển châu Á 2012 | Hải Dương | Sha Sha, Yang Yang, và Hai Hai | Các nhân vật được lấy cảm hứng từ rồng và phượng hoàng. | | [ 26 ] |
| Đại hội Thể thao Bãi biển châu Á 2014 | Phuket    | Sintu, Sakorn, và Samut        | 3 con đồi mồi dứa                                       | Trong tiếng Thái, "Sintu", "Sakorn" và "Samut" đều có nghĩa là nước. Rùa biển là biểu tượng của sự bền bỉ, phát triển, bền vững và tăng trưởng. | [ 27 ] |
| Đại hội Thể thao Bãi biển châu Á 2016 | Đà Nẵng   | Chim Yến                       | Yến hang                                                | Đặc điểm nổi bật của khu vực duyên hải Nam Trung Bộ Việt Nam là nổi tiếng với yến sào – một sản phẩm có giá trị kinh tế cao nói chung và là đặc sản của Đà Nẵng nói riêng.                                                                                               | [ 28 ] |
| Đại hội Thể thao Bãi biển châu Á 2023 | Tam Á     | Yaya                           | Nai cà tông                                             | Nai Eld là loài động vật bản địa được mệnh danh là “Tiên linh đảo Hải Nam” và là loài được xếp loại Bảo vệ Cấp I ở Trung Quốc. Âm tiết "ya" đầu tiên trong tên linh vật bắt nguồn từ "Tam Á" (Sanya), và âm tiết thứ hai xuất phát từ "Châu Á", tiếng Trung là “Yazhou”. | [ 29 ] |

## Linh vật Đại hội Thể thao Trong nhà và Võ thuật châu Á
| Đại hội                                            | Thành phố           | Tên                         | Mô tả                | Ý nghĩa | Nguồn  |
| -------------------------------------------------- | ------------------- | --------------------------- | -------------------- | --- | ------ |
| Đại hội Thể thao Trong nhà 2005                    | Bangkok             | Hey và Há                   | Một cặp voi          | Chú voi xanh năng động được đặt tên là Hey và chú voi vàng mũm mĩm có tên là Há. Hai linh vật này mang ý nghĩa của sự vui vẻ, hạnh phúc và thư giãn, qua đó phần nào phản ánh tinh thần của Đại hội Thể thao Trong nhà châu Á.                                            | [ 30 ] |
| Đại hội Thể thao Trong nhà 2007                    | Ma Cao              | Mei Mei                     | Cò thìa mặt đen      | | [ 31 ] |
| Đại hội Thể thao Trong nhà châu Á 2009             | Hà Nội              | Gà Hồ                       | Gà Hồ                | Gà Hồ là một giống gà quý hiếm đặc trưng của Việt Nam, quen thuộc như một biểu tượng văn hóa. Theo truyền thuyết dân gian, gà có đủ năm đức tính của người quân tử: văn (học thức), võ (võ nghệ), dũng (sức mạnh), nhân (nhân ái) và tín (trung thành).                   | [ 32 ] |
| Đại hội Thể thao Võ thuật châu Á 2009              | Bangkok             | Hanuman Yindee              | Khỉ                  | "Hanuman" là chú khỉ siêu phàm có màu trắng kem trong sử thi Ramakien, được xem là Thần khỉ, sở hữu mọi kỹ năng chiến đấu và mang trong mình ý chí mạnh mẽ hướng đến thành công lớn.                                                                                      | [ 33 ] |
| Đại hội Thể thao Trong nhà và Võ thuật châu Á 2013 | Incheon             | Barame, Chumuro, và Vichuan | 3 con hải cẩu đốm    | | [ 34 ] |
| Đại hội Thể thao Trong nhà và Võ thuật châu Á 2017 | Ashgabat            | Wepaly                      | Chó chăn cừu Trung Á | Tên của linh vật có nghĩa là “người bạn trung thành” trong tiếng Turkmen. Chó chăn cừu Trung Á, hay còn gọi là Alabai, nổi tiếng là loài vật dũng cảm, trong nhiều thế kỷ đã giúp những người chăn nuôi Turkmen bảo vệ đàn gia súc trong điều kiện khắc nghiệt.           | [ 35 ] |
| Đại hội Thể thao Trong nhà và Võ thuật châu Á 2021 | Bangkok và Chonburi | Fighting Parrot             | Vẹt                  | Linh vật chính thức là một con vẹt chiến binh đội mũ mongkhon (loại mũ đặc trưng của vận động viên Muay Thái), đại diện cho trí tuệ, sự linh hoạt và tinh thần chiến đấu, đang thực hiện cử chỉ mời gọi các vận động viên cùng hướng đến chiến thắng trong tình hữu nghị. | [ 36 ] |

## Linh vật Đại hội Thể thao Trẻ châu Á
| Đại hội                          | Thành phố | Tên       | Mô tả             | Ý nghĩa | Nguồn             |
| -------------------------------- | --------- | --------- | ----------------- | --- | ----------------- |
| Đại hội Thể thao Trẻ châu Á 2009 | Singapore | Frasia    | Sư tử             | Tên linh vật "Frasia" là sự kết hợp của hai từ "Friends of Asia" (Những người bạn của châu Á). Linh vật đại diện cho tình bạn, sự tôn trọng và tinh thần xuất sắc. | [ 37 ] [ 38 ]     |
| Đại hội Thể thao Trẻ châu Á 2013 | Nam Kinh  | Yuan Yuan | Eosimias sinensis | Eosimias sinensis là loài linh trưởng bậc cao cổ nhất được phát hiện cho đến nay tại tỉnh Giang Tô.                                                                | [ 39 ]            |
| Đại hội Thể thao Trẻ châu Á 2025 | Tashkent  | Beka      | Hổ Ba Tư          | Linh vật đại diện cho loài hổ Caspi – một loài đã tuyệt chủng vào những năm 1970 – và được công bố một cách tình cờ.                                               | [ cần dẫn nguồn ] |